# 韦拉基纳尔
韦拉基纳尔（Vellakinar），是印度泰米尔纳德邦Coimbatore县的一个城镇。总人口9609（2001年）。

## 人口
该地2001年总人口9609人，其中男性4889人，女性4720人；0—6岁人口874人，其中男498人，女376人；识字率72.40%，其中男性为77.17%，女性为67.46%。